# 普拉加
普拉加是一家总部位于捷克布拉格的制造公司。公司生产汽车、卡车和飞机。普拉加V3S 5吨卡车被捷克斯洛伐克陆军使用了半个多世纪。目前公司生产卡丁车、赛车、公路摩托车，并涉足赛车运动。它每年生产多达7000个卡丁车底盘，成为世界上最成功的卡丁车制造商之一。

## 历史
普拉加成立于1907年，是企业家弗兰奇谢克·林霍夫（František Ringhoffer）和1. českomoravská továrna na stroje（“第一波西米亚摩拉维亚机器厂”，后来成为ČKD工厂的创始部分）公司之间的合资企业，主营汽车制造。林霍夫只呆了一年，1909年就把公司更名为普拉加（Praga，拉丁语的Prague，布拉格）。其早期型号在意大利伊索塔·弗拉斯奇尼公司的许可下制造。
除了制造自己的车辆外，布拉格后来还为飞机和坦克等其他车辆提供发动机和变速箱。
1929年，普拉加与捷克斯洛伐克最大的工程公司ČKD合并。
1929年，ČKD的BD摩托车以普拉加品牌重新命名。这是亚若斯拉夫·弗兰蒂谢克·科赫于1927年设计的500cc先进的四冲程单气缸单元结构双顶置凸轮轴模型。BD的名字被保留作为其型号名称。
1932年，普拉加推出了第二款摩托车型号BC。它有一个350cc的单顶置凸轮轴发动机、传动轴和冲压钢车架。普拉加于1933年停止了这两种摩托车型号的生产。
工厂的大部分在1945年的空袭中被毁。第二次世界大战后，工厂得到重建，并恢复了货车和公共汽车的生产。公司于1945年10月被国有化。1947年之前还小批量生产了乘用车（仅限中型普拉加Lady），供政府官员使用。
普拉加M53/59是20世纪50年代末开发的自行高射炮。它由经过大幅改装的普拉加V3S 6轮驱动卡车底盘和两门30毫米防空自动炮组合而成。
2011年6月，公司在比利时举行的荷兰超级跑车挑战赛上推出了新款赛车普拉加R4。它配备520马力的八缸发动机，尚未获得正常道路交通的认证。据其所有者彼得·普塔切克称，公司正在采取渐进措施，使普拉加的汽车不仅可以出现在赛道上，而且可以合法上路。
2012年的普拉加R1是一款参加过荷兰超级跑车挑战赛和英伦汽车跑车比赛的赛车。2016年，公司推出了第一款限量版超级跑车普拉加R1R，它是R1赛车的衍生型。这是自1947年以来普拉加品牌第一款可合法上路的汽车。

## 产品

### 汽车
- 普拉加Mignon（德语：Praga Mignon）（1911–1929）
- 普拉加Grand（英语：Praga Grand）（1912–1932） - 加长轿车
- 普拉加阿尔法（英语：Praga Alfa）（1913–1942）
- 普拉加Baby（捷克語：Praga Baby）（1934–1937）
- 普拉加Piccolo（英语：Praga Super Piccolo）（1924–1941）[5]
- 普拉加超级Piccolo（英语：Praga Super Piccolo）（1934–1936）
- 普拉加Golden（英语：Praga Golden）（1934–1935）
- 普拉加Lady（英语：Praga Lady）（1935–1947）

普拉加的所有汽车生产于1947年停止，但于2011年生产R4S时重新启动。它采用基于铃木隼发动机的3.2L V8发动机，可产生530马力，总重量仅为880公斤。 R4S的一个特点是外倾角和前束角标记，无需使用高级工具，特定数量的“点”代表一定程度的外倾角或前束角。
- 普拉加R4S[6]（2011） - 赛车
- 普拉加R1（英语：Praga R1）（2013–） - 赛车[7]
- 普拉加R1R（英语：Praga R1R）（2016–2019） - 跑车[8]
- 普拉加波希米亚（英语：Praga Bohema）（2023–） - 跑车[9]

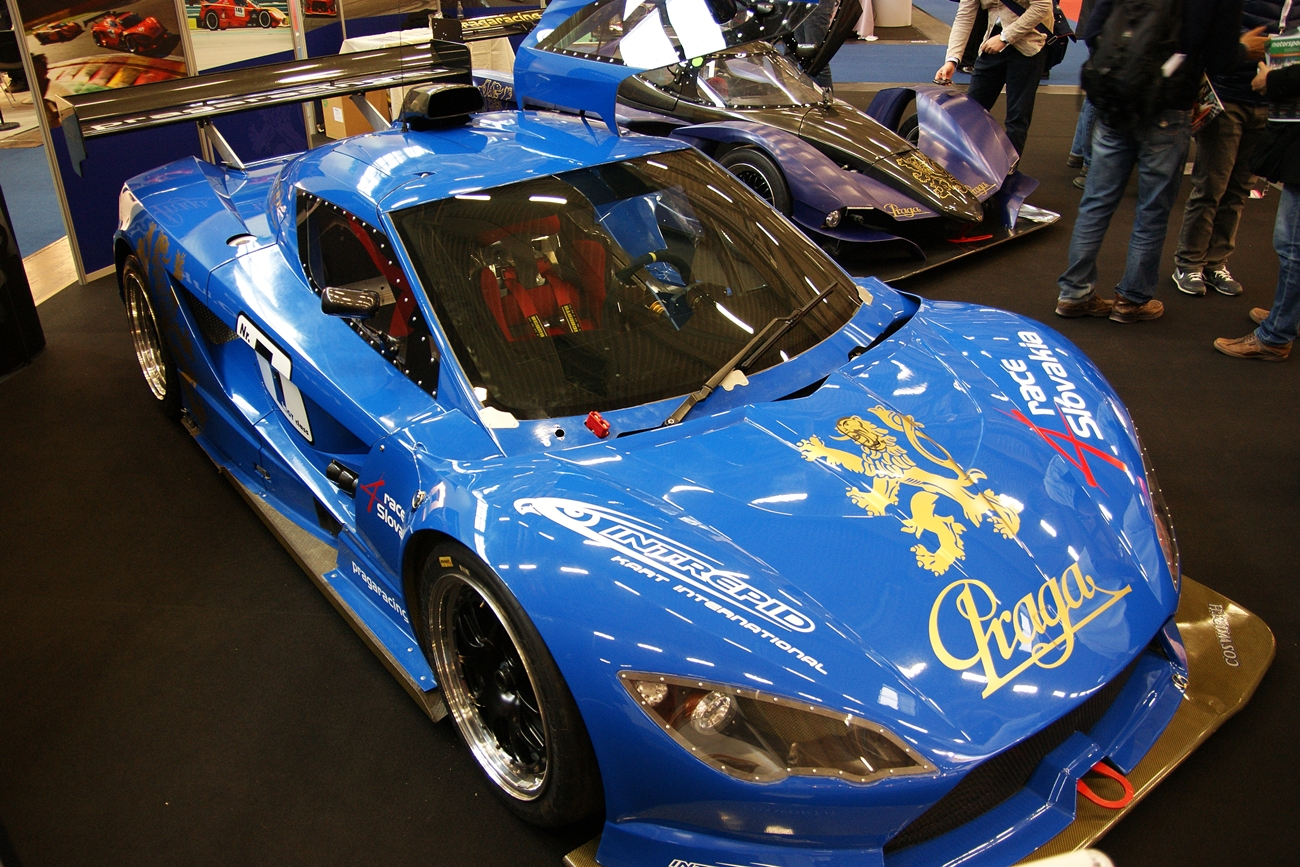
普拉加R4S
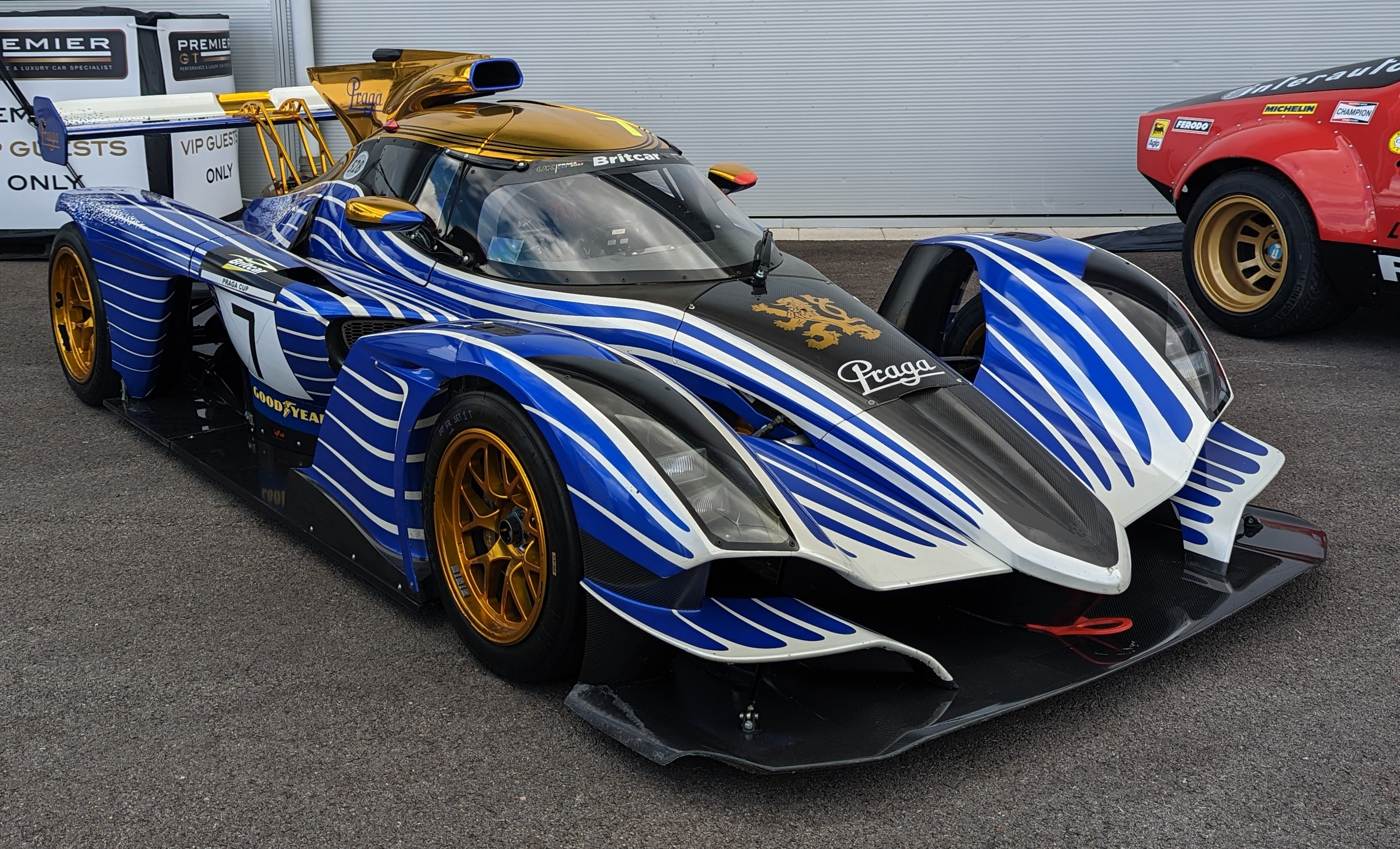
普拉加R1R（英语：Praga R1R）
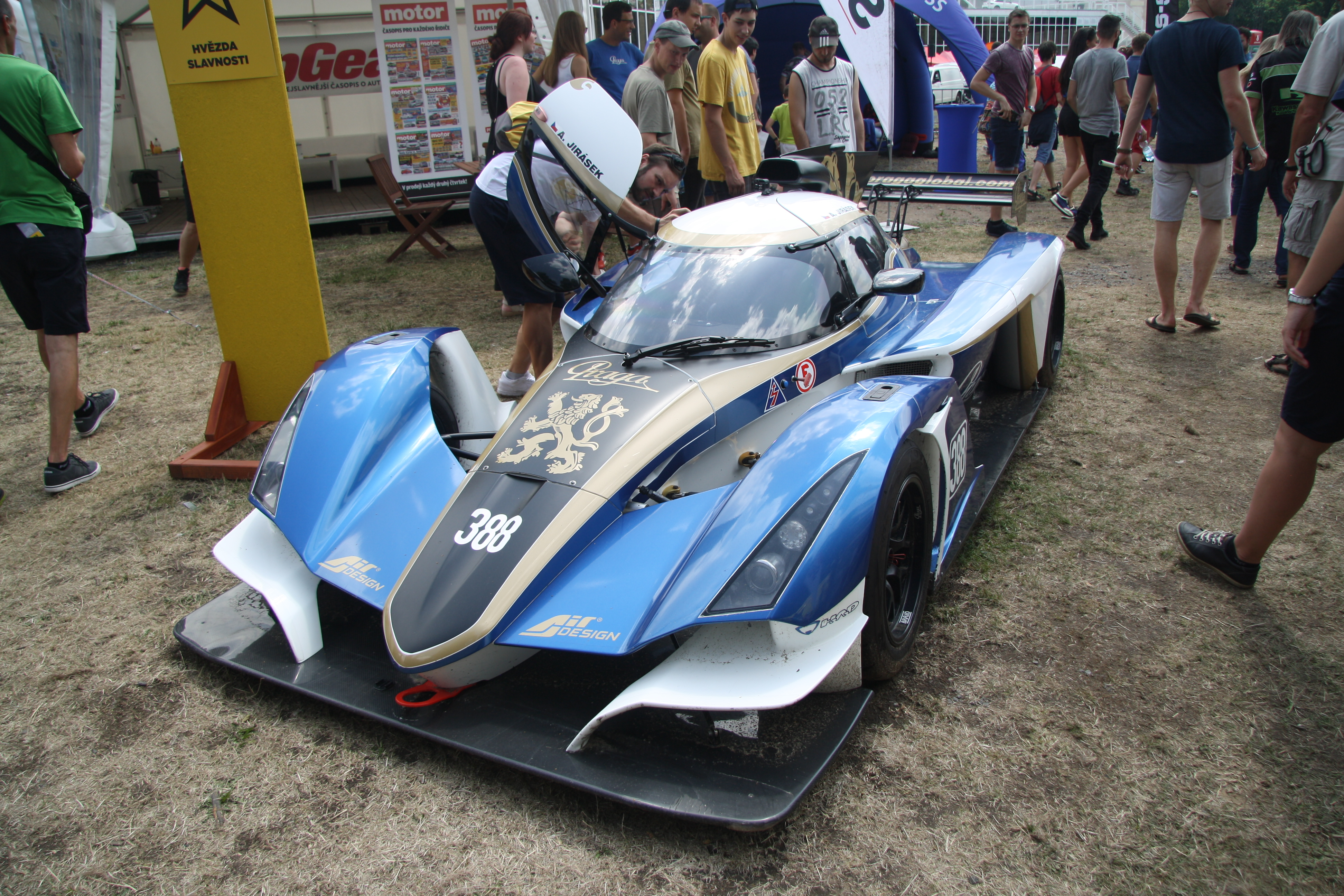
普拉加R1R（英语：Praga R1R）
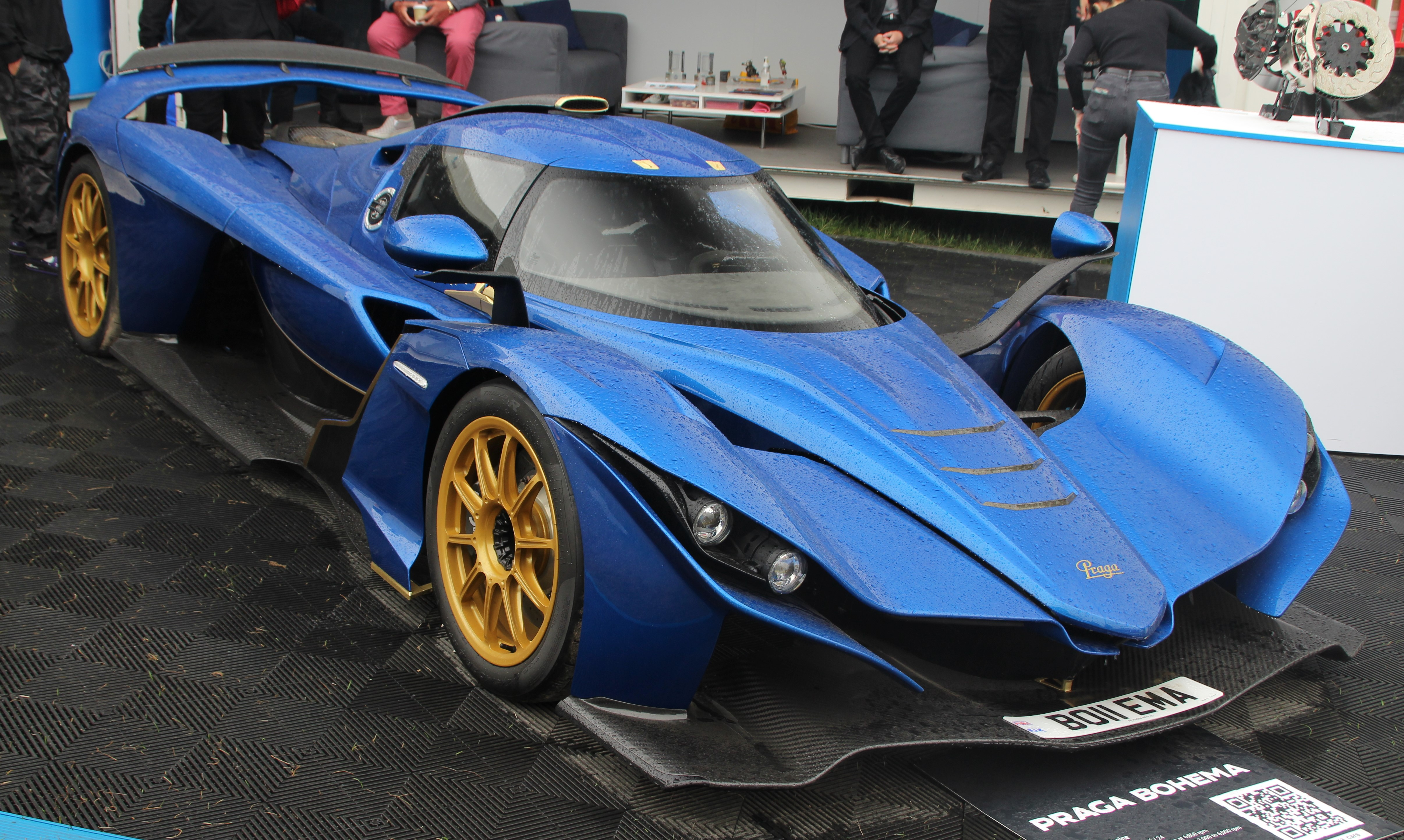
普拉加波希米亚（英语：Praga Bohema）

### 摩托车
- 普拉加BD 500 DOHC（捷克語：Praga BD 500 DOHC）（1929-1933）
- 普拉加BC 350 OHC（捷克語：Praga 350 OHC）（1932-1933）
- 普拉加ED 250 (1999-2003) - 耐力赛
- 普拉加ED 610 (2000-2003) - 耐力赛

### 普拉加货车

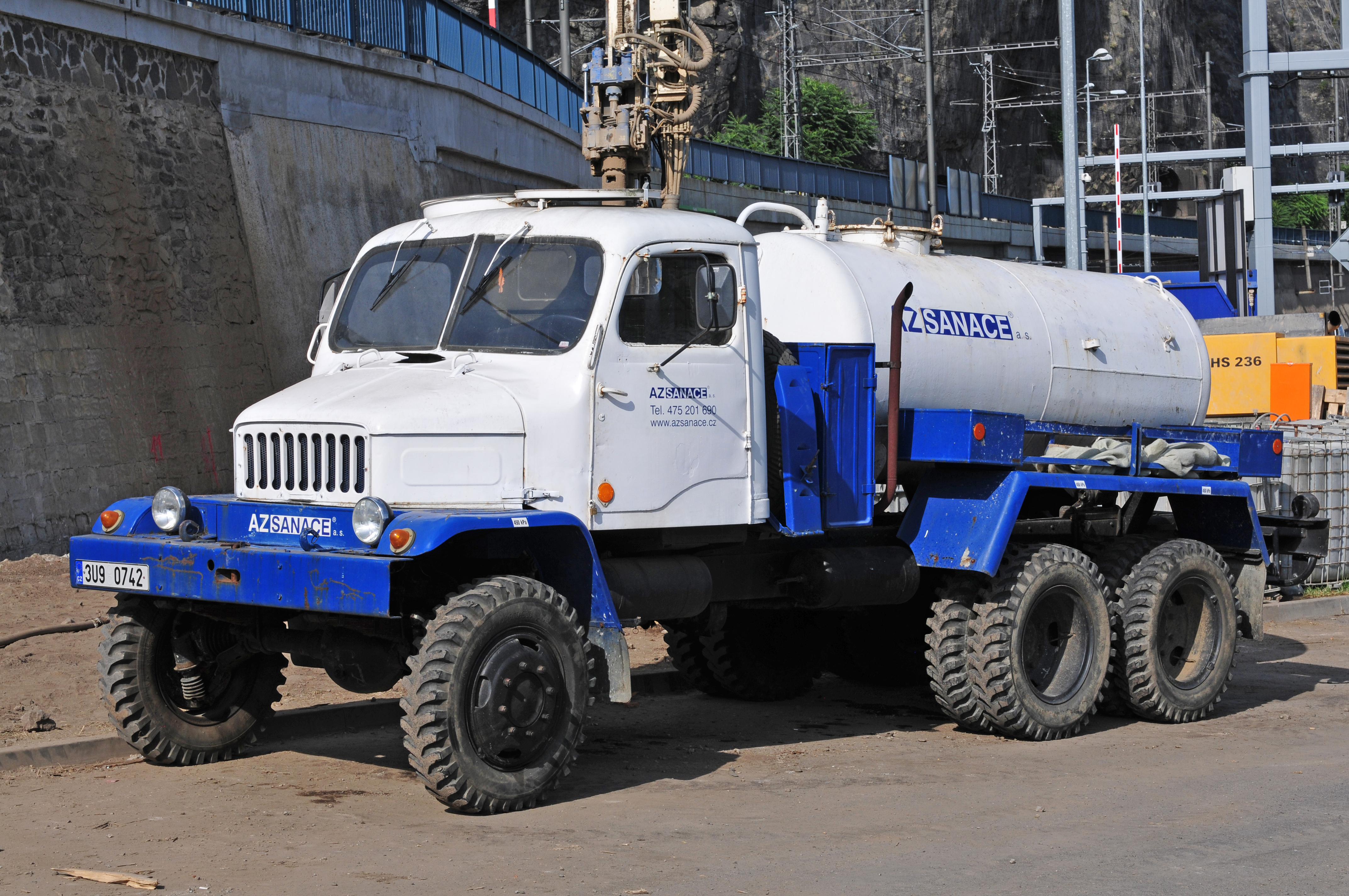
普拉加生产的油罐车

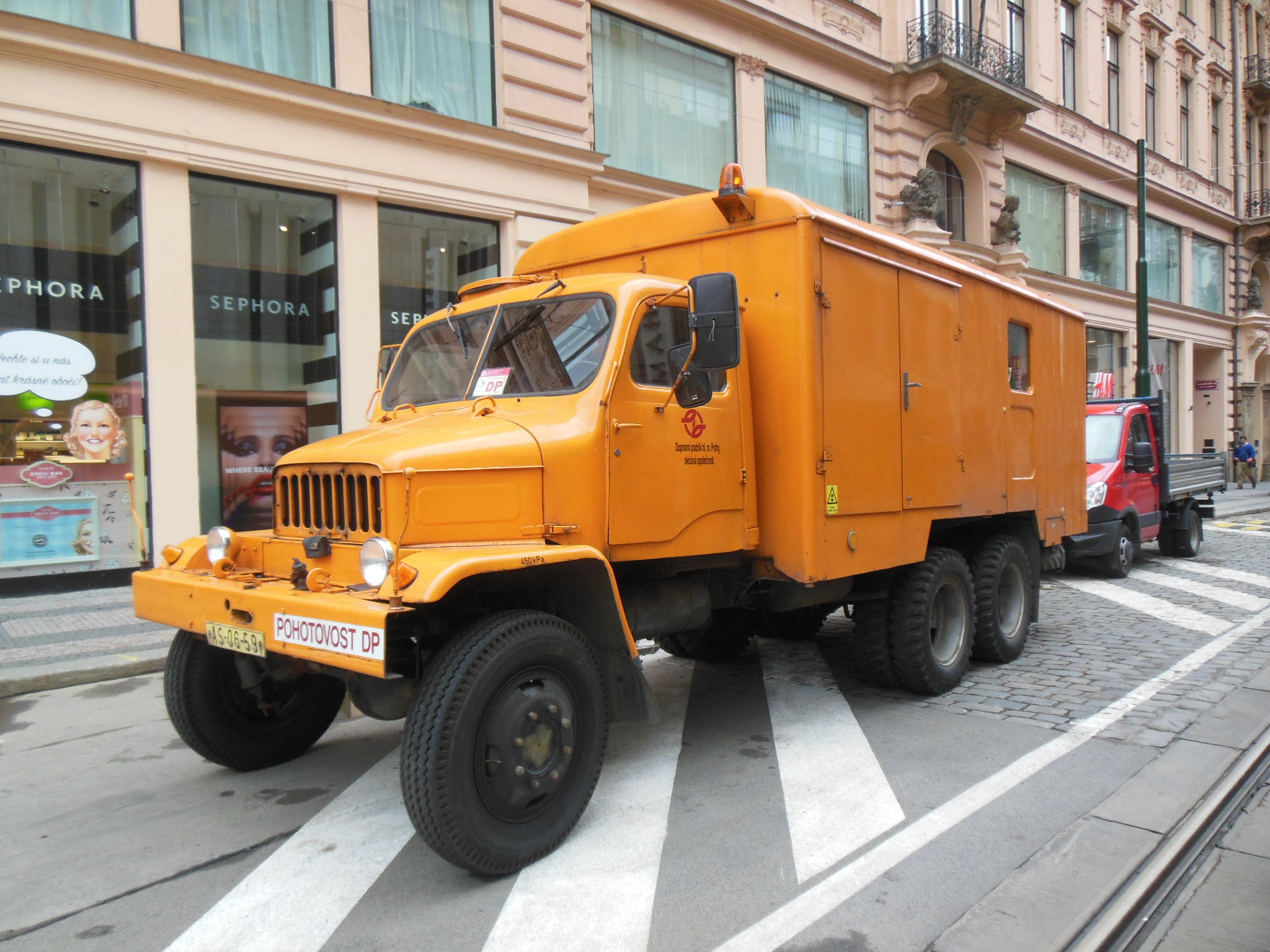
普拉加V3S是同期最好的越野卡车之一

- 普拉加N（捷克語：Praga N）（1915-1931） - 4吨卡车（4x2）
  - 普拉加TN（Praga TN） - 罗马尼亚ČKD TN SPE 装甲车的底盘（制造了8辆）
- 普拉加A150（英语：Škoda 150）（1947-1951） - 1.5吨轻型卡车（4x2）
- 普拉加RN（英语：Praga RN）（1933-1953） - 3吨卡车（4x2）
  - 普拉加RND（英语：Praga RN）（1934-1955） - 安装柴油机的RN改装型号
- 普拉加RV（英语：Praga RV）（1935-1939） - 2吨陆军卡车（6x4）
- 普拉加ND（1938-?） - 7吨重型卡车（4x2）
- 普拉加V3S（英语：Praga V3S）（1953-1990） - 3吨全地形卡车（6x6），生产约13万辆
- 普拉加S5T（捷克語：Praga S5T）（1956-1974） - 5吨卡车（4x2）
- 普拉加UV100（原型车，1985）
- 普拉加UV120（原型车，1985）
- 普拉加UV80（捷克語：Praga UV 80）（1992-2001） - 多功能中型卡车（4x4）

### 公共汽车
- 普拉加NDO（英语：Praga NDO）（1938-1948）
- 普拉加RN（英语：Praga RN）
- 普拉加RND（英语：Praga RN）

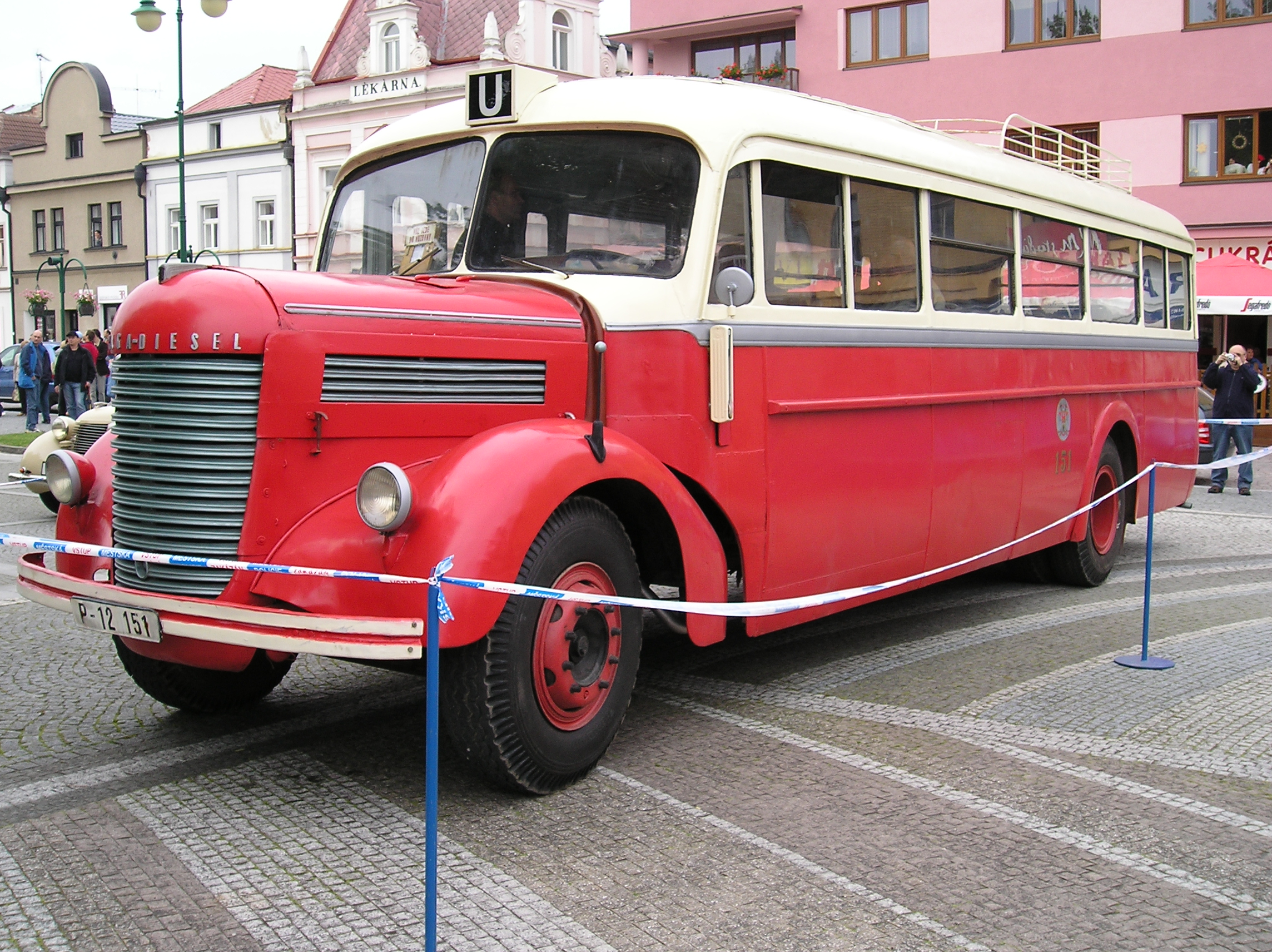
普拉加NDO公共汽车

- 普拉加A150（英语：Škoda 150） - A150卡车的公共汽车型号

### 无轨电车
- 普拉加TOT（捷克語：Praga TOT）
- 未完成的项目：普拉加TB 2（捷克語：Praga TB 2）

### 轻型坦克

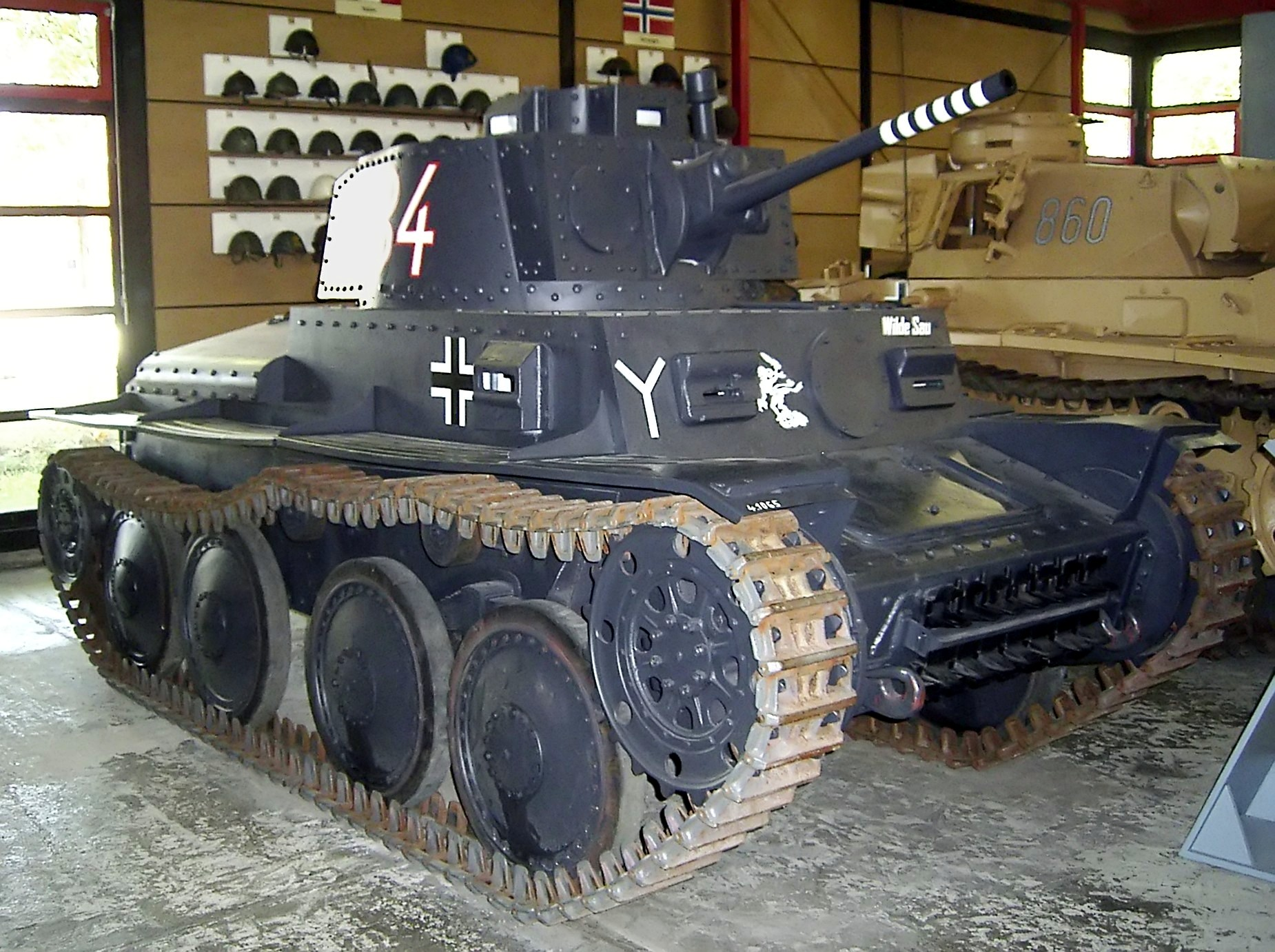
普拉加 LT vz. 38坦克（Pz 38t），现藏于德国坦克博物馆

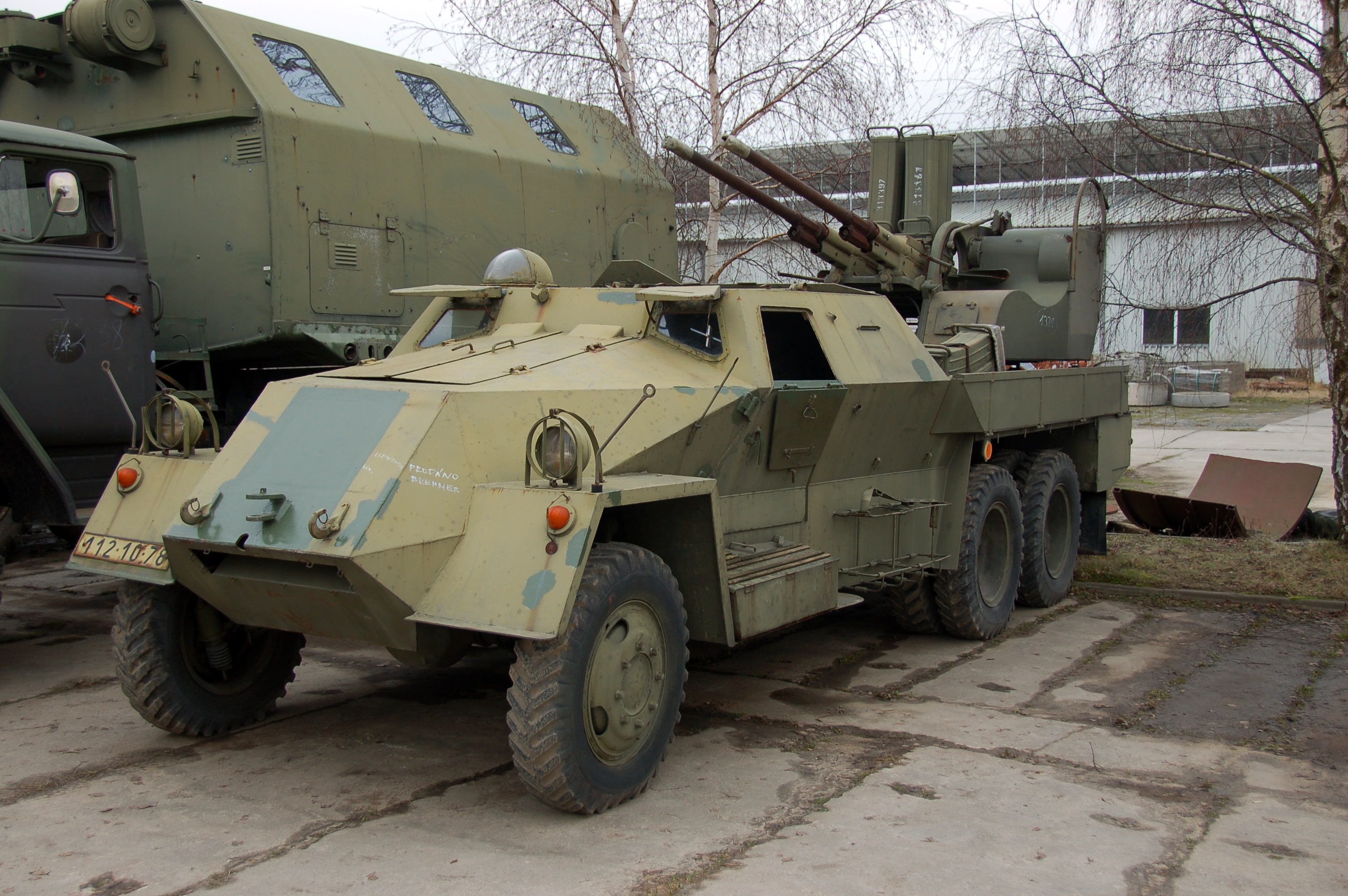
普拉加V3S上的普拉加M53/M59

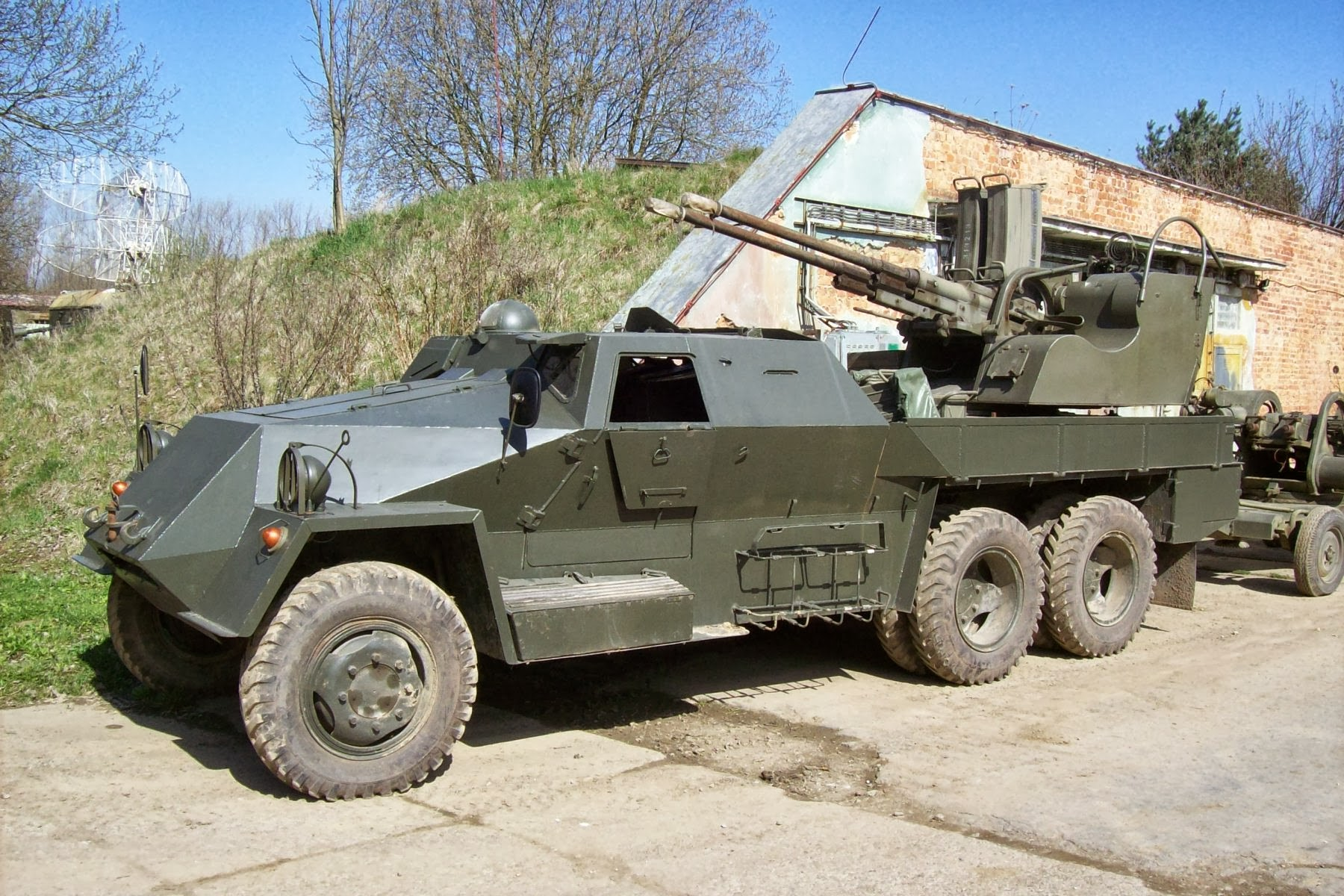
PLdvK vz.自行高射炮普拉加M53/59（1959-1978）。底盘和电机在布拉格生产。

- 普拉加LT vz. 38（1938年起）轻型坦克在德国国防军服役，被称为Panzer 38(t)
  - 普拉加LTH（捷克語：Praga LTH）-出口到瑞士的版本被称为Panzerwagen 39。

### 飞机
- 普拉加BH-41（英语：Praga BH-41）（E-41）
- 普拉加BH-44（英语：Praga BH-44）（E-44）
- 普拉加BH-111（英语：Praga BH-111）
- 普拉加BH-36
- 普拉加E-39（英语：Praga E-39）（BH-39)
- 普拉加E-40（英语：Praga E-40）
- 普拉加E-45（英语：Praga E-45）
- 普拉加E-51（英语：Praga E-51）
- 普拉加E-55
- 普拉加E-112
- 普拉加E-114（英语：Praga E.114）
- 普拉加E-115（英语：Praga E.114）
- 普拉加E-117（英语：Praga E.114）
- 普拉加E-141（英语：Praga BH-41）
- 普拉加E-180（英语：Bücker Bü 180 Student）
- 普拉加E-210（英语：Praga E-210）
- 普拉加E-211（英语：Praga E-210）
- 普拉加E-212（英语：Praga E-210）
- 普拉加E-214（英语：Praga E.114）
- 普拉加E-241（英语：Praga BH-41）

### 火炮拖拉机
- 普拉加T-3（波兰语：Praga T-3）（1935-1941）
- 普拉加T-4（波兰语：Praga T-4）（1935-1939）
- 普拉加T-6（波兰语：Praga T-6）（1937-1944）
- 普拉加T-7（波兰语：Praga T-7）（1937-?）
- 普拉加T-8（波兰语：Praga T-7）（1937-?）
- 普拉加T-9（波兰语：Praga T-9）（1937-1943）

## 赛车
在2013和2014赛季，普拉加R1参加了超级跑车挑战赛。普拉加R1参加了2017年和2018年的荷兰GT和原型车挑战赛。普拉加R1参加了2019-2021年的英伦汽车耐力锦标赛。2021年4月，英伦汽车耐力锦标赛在银石赛道首次举办专门的普拉加组别比赛，共有七辆普拉加R1赛车参加。

### F4西班牙锦标赛成绩
Fórmula de Campeones – 普拉加F4车队参加F4西班牙锦标赛，这是一项FIA4级方程式赛车锦标赛。
| 年份 | 车型          | 车手                         | 场次 | 获胜 | 头位 | F/Laps | 得分 | D.C. | T.C. |
| ---- | ------------- | ---------------------------- | ---- | ---- | ---- | ------ | ---- | ---- | ---- |
| 2018 | 塔图斯F4-T014 | 捷克彼得·普塔切克            | 9    | 1    | 2    | 1      | 85   | 第7  | 第4  |
| 2018 | 塔图斯F4-T014 | 西班牙 Kilian Meyer          | 8    | 0    | 0    | 0      | 68   | 第8  | 第4  |
| 2018 | 塔图斯F4-T014 | 西班牙 Rafael Villanueva Jr. | 17   | 0    | 0    | 0      | 91   | 第6  | 第4  |
| 2019 | 塔图斯F4-T014 | 西班牙内蕾娅·马提            | 21   | 0    | 0    | 0      | 35   | 第16 | 第3  |
| 2019 | 塔图斯F4-T014 | 西班牙 Carles Martinez       | 21   | 0    | 0    | 0      | 111  | 第5  | 第3  |
| 2019 | 塔图斯F4-T014 | 西班牙 Kilian Meyer          | 21   | 1    | 2    | 2      | 227  | 第2  | 第3  |
| 2020 | 塔图斯F4-T014 | 西班牙 Carles Martinez       | 21   | 0    | 0    | 0      | 56   | 第9  | 第3  |
| 2020 | 塔图斯F4-T014 | 西班牙 Quique Bordas         | 21   | 0    | 0    | 0      | 82   | 第8  | 第3  |

## 引文
1. ↑  .   [2024-04-18]. （原始内容存档于2024-04-20） （捷克语）.
2. ↑  . e15.cz.   [2024-04-18]. （原始内容存档于2023-03-06） （捷克语）.
3. ↑  . Byznys.ihned.cz. 2011-06-28  [2012-04-06]. （原始内容存档于2012-04-15）.
4. ↑  . Pragaglobal.com.   [2015-07-25]. （原始内容存档于2019-05-29）.
5. ↑  Apral, K. . www.classiccarcatalogue.com.   [2013-07-10].
6. ↑  . pragaglobal.com.   [2024-04-18]. （原始内容存档于2024-09-04）.
7. ↑  . Topgear.com.   [2024-04-18]. （原始内容存档于2023-11-30）.
8. ↑  . HotCars. 2022-06-05  [2024-04-18]. （原始内容存档于2022-06-15） （英语）.
9. ↑  . Topgear.com.   [2024-04-18]. （原始内容存档于2024-08-02）.
10. ↑  . iDNES.cz. 2013-04-02.
11. ↑  VZ.53/59 JEŠTĚRKA （捷克語）
12. ↑  PV3S PldvK vz. 53/59 - JEŠTĚRKA （捷克語）
13. ↑  . Praga Global. 2021-04-25  [2024-04-18]. （原始内容存档于2024-05-28）.